# 도교
도교(道敎, 영어: Taoism, Daoism)는 고대 중국에서 발생한 중국의 민족 종교로, 신선 사상을 근본으로 하여 음양 · 오행 · 복서 · 무축 · 참위 등을 더하고, 거기에 도가(道家)의 철학을 도입하고, 다시 불교의 영향을 받아 성립된 도 계통의 종교이다. 도교는 하나인 도(道)의 세 가지 모습인 옥청(玉清: 원시천존) · 상청(上清: 영보천존) · 태청(太清: 도덕천존)의 삼청(三清)을 최고신으로 하는 다신교이다. 경전으로는 도교 성전의 집성인 《도장(道藏)》이 있다. 도교의 신자를 도교인 또는 도교도라고 하며, 우화등선(羽化登仙)을 목표로 하는 무리라는 뜻에서 우류(羽流)라고 하기도 한다. 도사(道士)는 도교의 전문적 종교가이며 여성 도사는 여관(女冠)이라고 한다.
도교는 크게 도교 경전으로서의 《도장》, 도교 사원으로서의 도관, 도교의 성직자 또는 전문적인 종교인으로서 도사 · 여도사의 체제를 갖춘 교단 도교 또는 성립 도교와 이에서 벗어난 도교 단체 또는 도교 신앙을 통칭하는 민중 도교로 구분한다. 현세이익적인 면도 있지만 수행을 통해 신선이 되는 길을 가르치는 것을 중심으로 하는 교단 도교에 비해 민중 도교는 전적으로 현세이익적이라는 특징을 지닌다.
도교의 창시자는 오두미도 또는 천사도의 창시자인 후한(25~220)시대의 장도릉(34~156)으로 알려져 있다. "도교"라는 말을 최초로 사용한 사람은 북위(386~534)의 구겸지(365-448)로, 구겸지는 도교를 집대성한 사람 또는 최초의 교단 도교의 창시자로 알려져 있다.
고대 중국의 전설상의 통치자인 황제와 도가의 이론가라 할 수 있는 노자(老子)를 신봉한다고 하여 황로 사상 또는 황로교라고도 한다. 노자와 장자를 중심으로 한 도가 사상과는 구별되어야 한다.

## 개설
도가와 도교는 사상과 신앙의 관계라고 할 수 있다. 즉 도가의 이론가라 할 수 있는 노자는 종교로서의 도교에서는 신선으로, 옥황상제에 버금가는 신격화가 이루어질 정도이다. 도가는 노자와 장자의 사상을 주축으로 하나, 도교는 노자의 저서인 《도덕경》에 절대적인 권위를 부여하고 경전화하였다. 중국의 민간 신앙으로서의 도교는 중국인의 신앙 체계에서 아주 중요한 요소이다. 즉 중국인은 어떤 종교를 믿든지 그 기본 신앙에는 도교적인 요소가 있다고 할 수 있다.
도교도 여러 가지 파가 있다. 그중에 천사도는 장씨가 교주를 세습하여 현재 대만에도 천사도의 마지막 교주가 생존하고 있다. 신선 · 연단 · 불로장생 · 옥황상제 등을 믿는다. 불교와 교류하면서 서로 강력한 영향을 주고 받았다.
도교는 엄밀하게 말하면, 신선 사상에 중국의 민간 신앙이 합쳐져서 이루어진 종교다. 흔히들 "유불선" 삼교라고는 말하지만 "유불도" 삼교라고는 말하지는 않는다. 그러나 일반에서는 도교와 신선도를 흔히 같은 단어로 이해한다. 그 골자는 불로장생에 있으며, 의학 · 약학 · 화학 · 연금술(鍊金術)을 동반하고, 그 위에 신비적인 방술(方術)을 닦음으로써 스스로 진인(眞人) · 신인(神人) 또는 선인(仙人)이 되기를 원한다.
도교가 백성들의 호응을 얻을 수 있었던 것은 유교의 성리학처럼 배타주의나 편향주의로 나아가지 않고 모든 것을 포용하는 조화로움을 지녔기 때문이다. 민간신앙으로서의 도교는 현세의 이익을 전적으로 하여 농민 폭동과도 관련을 맺어 송나라 이후 《태상감응편(太上感應篇)》 《보권(寶卷)》 《공과격(功過格)》 등의 책이 나타났다.
중국의 무술도 도교와 관련이 되어있다. 주로 도교 사원 내에서 또는 도교 고승들에 의해 만들어지거나 훈련되었으며, 후에 평신도들에게 전파되는 경우가 많다. 이러한 양식에는 도교의 원리,철학 이미지등이 포함되어있다. 대표적으로 무당파의 무당권이 있다.

## 역사

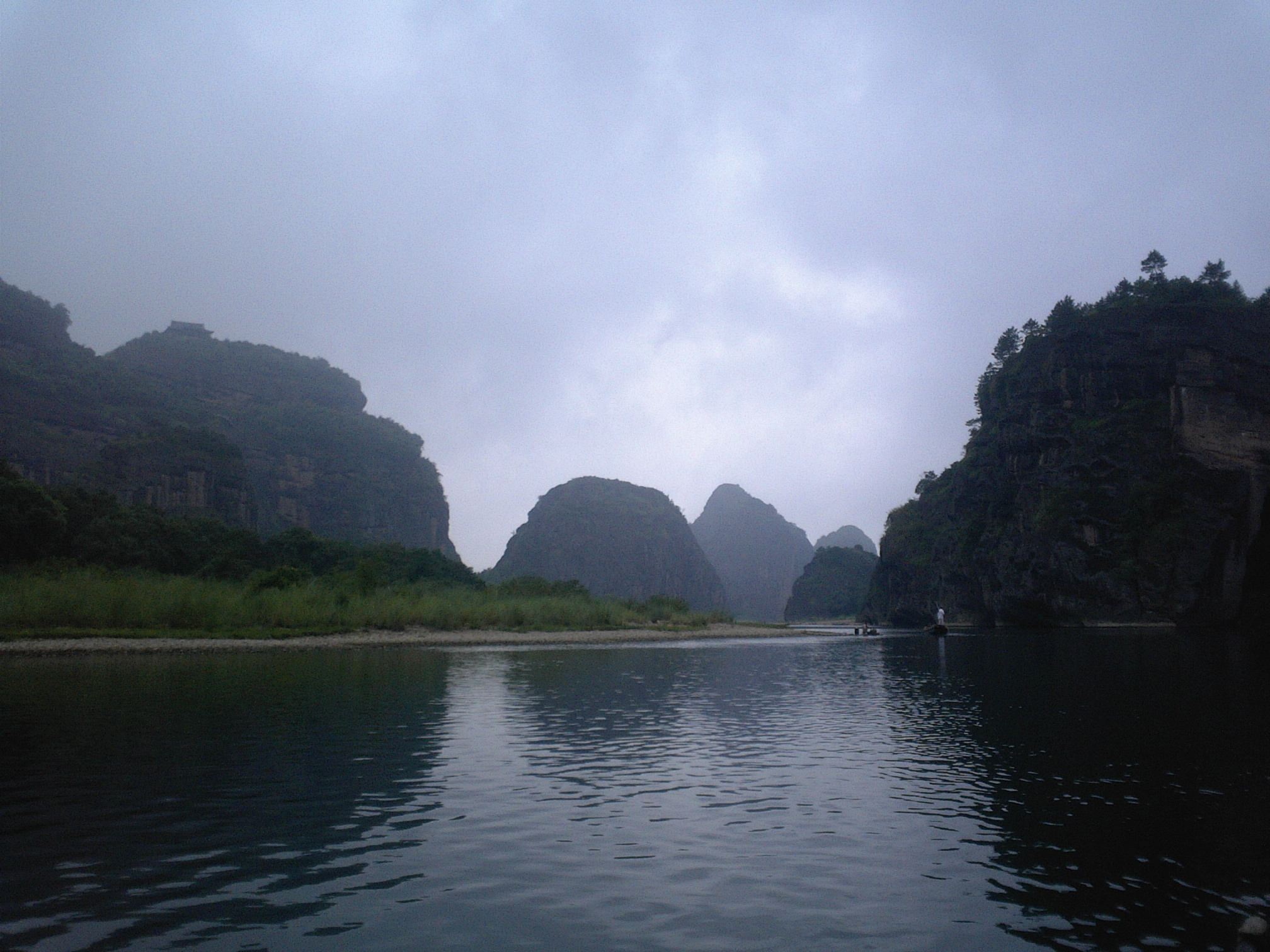
용호산

후한(25-220) 말기에 성립된, 장도릉(34-156)을 개조로 하는 오두미도 또는 천사도가 도교의 원류이다. 장도릉의 자손은 장시성의 용호산(龍虎山)에서 정일교를 개교하였다. 서진(265-317)의 재상의 딸인 위화존(魏華存: 3세기말-4세기)은 모산파 또는 상청파를 열었다. 동진(317-420) 시대에 갈홍(283-c.343)은 《포박자》를 지어 일파를 열었다.
하지만 아직 민간신앙의 차원에 머물러 있었고, 북위(386-534)의 구겸지(365-448)에 이르러 교단도교)로 확립되어 국가적 종교로 불교와 대립했다. 양나라(502-557)의 도홍경(452-536)은 모산파를 대성하였다. 당(618-907) · 송(960-1279) 시대에는 조정의 지지를 얻어 도교가 성행하였다. 이후 도사들이 퇴폐풍조를 초래하여서 금나라(1115-1234) 때는 혁신 운동이 일어나 전진도(全眞道) · 태일도(太一道) · 진대도(眞大道)의 세 파가 발생하였다.

## 경전
도교의 경전으로는 불교의 대장경에 해당하는 도장(道藏)이 있다. 현재의 도장은 5,305권의 《정통도장》과 180권의 《속장》을 합하여 총 5,485권으로 이루어져 있다
《정통도장》은 동현(洞玄) · 동진(洞眞) · 동신(洞神)의 "삼동(三洞)"과 태현(太玄) · 태평(太平) · 태청(太淸) · 정일(正一)의 "사보"로 구성된 삼동사보(三洞四輔: 세 개의 중심부과 네 개의 보완부)의 체계로 이루어져 있다. 이러한 구성 체계는 당시에 중국의 한역(漢譯) 불교경전이 체계화되던 것의 영향을 받아 성립된 것으로 삼동(三洞)은 4세기말에서 5세기초에 성립되었고 사보는 5세기말에서 6세기초에 성립되었다.

## 도교의 신

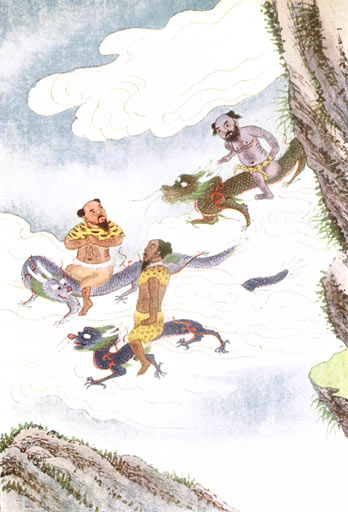
용을 타고 있는 세 신선:
E. T. C. 베르너, 《중국의 신화와 전설》, 1922

도교는 다신교이다. 도교의 최고신("天尊 · 천존")은 하나인 도(道)의 다른 모습인 옥청(玉清) · 상청(上清) · 태청(太清)의 삼청(三清 · Three Pure Ones)이다. 옥청은 원시천존(元始天尊), 상청은 영보천존 또는 태상도군, 태청은 도덕천존 또는 태상노군(太上老君)이라 불린다. 하나인 도(道)가 삼청의 신 또는 신선으로 나타나는 것을 "일기화삼청(一炁化三清: 하나의 기운이 세 가지 맑음으로 나타나다)"이라고 한다.
- 삼청 (三清 · Three Pure Ones)
  - 원시천존 (元始天尊 · Yuanshi Tianzun)
태초의 시작으로서의 우주적인 존재
(Universal Lord of the Primordial Beginning)
  - 영보천존 · 태상도군 (靈寶天尊 · 太上道君 · Lingbao Tianzun)
영험한 보석으로서의 우주적인 존재
(Universal Lord of the Numinous Treasure)
  - 도덕천존 · 태상노군 (道德天尊 · 太上老君 · Daode Tianzun)
길과 덕으로서의 우주적인 존재
(Universal Lord of the Way and its Virtue)
- 사어 (四御 · Four Emperors)
  - 옥황상제 · 옥황대제 (玉皇大帝 · Jade Emperor · Yu Huang)
  - 중천자미북극대제 (中天紫微北極大帝 · Beiji Dadi)
  - 구진상궁천황대제 (勾陳上宮天皇大帝 · Tianhuang Dadi)
  - 후천황지기 (后土皇地祇 · Empress of Earth)
- 팔선 (八仙 · Eight Immortals)
  - 종리권 (鍾離權 · Zhongli Quan)
  - 이철괴 (李鐵拐 · Tie Guaili · Iron-Crutch Li)
  - 한상자 (韓湘子 · Han Xiangzi)
  - 조국구 (曹國舅 · Cao Guojiu · Royal Uncle Cao)
  - 여동빈 (呂洞賓 · Lu Dongbin)
  - 장국로 (張國老 · Zhang Guolao · Elder Zhang Guo)
  - 남채하 (藍采和 · Lan Caihe)
  - 하선고 (何仙姑 · He Xiangu · Immortal Woman He)
- 서왕모(西王母 · Xi Wangmu)
- 동방동극청화대제태을구고천존
- 서방태극천황대제
- 남방남극장생대제옥청진왕: 원시천존의 9번째 아들
- 북방북극중천자미대제
- 승천효법후토황지지
- 남방남극관음
- 동방숭은성제
- 3도10주선옹동화대제군
- 북방북극현령두모원군
- 중앙황극황각대선
- 금광성모
- 항아
- 탁탑천왕
- 나타
- 이랑진군
- 토지공
- 태산대제
- 뇌공
- 천령

## 교단 도교와 민중 도교
도교는 본래 민간 신앙을 기반으로 하여 일어난 중국의 자연 종교(自然宗敎)이다. 도교는 정령 숭배를 기반으로 하여 신선 사상(神仙思想)을 중심으로 삼고, 거기에 도가 역 음양오행 복서 참위 점성 등의 사상 및 이론과 무격 신앙을 가미하고, 다시 그 위에 불교의 체제와 조직을 본떠 결합한, 불로장생을 주목적으로 하는 한편 수(壽: 장수) · 복(福: 오복) · 록(祿: 높은 벼슬)을 구하는 현세이익적인 자연 종교이다.
이 자연 종교로서의 도교는 후대에 종교 교단으로서의 체제와 조직을 갖추어 교단 도교(敎團道敎)가 되었다. 즉, 도교 경전으로서의 《도장(道藏)》, 도교 사원(寺院)으로서의 도관(道觀), 도교의 성직자 또는 전문적인 종교인으로서 도사(道士) · 여도사(女道士)의 체제를 갖추어 성립적(成立的) 종교 또는 교단적 종교가 되었다. 시간이 흐르면서 시대에 따라 도사들 간에 주장의 차이가 생겨나고 이에 따라 많은 분파(分派)가 생겼다. 1910년 경에는 중국에서 140여 개의 도교 종파가 있었다. 이 종파 종교를 성립 도교(成立道敎) 또는 교단 도교(敎團道敎)라 부르고 이에서 벗어난 도교 및 그 집단을 민중 도교(民衆道敎)라고 부른다.
민중 도교는 매우 강한 주술성을 보이며, 고타마 붓다 · 공자 · 관음보살 · 예수 그리스도 · 무함마드 · 관우(關羽) · 토지신 등에 대한 개인적인 신앙을 토대로 형성된 보권(寶卷) 계통의 성격을 띤 종교이다. 민중 도교에 속하는 분파 또는 단체로는 무위교(無爲敎) · 원돈교(圓頓敎) · 홍양교(弘陽敎) · 선천교(先天敎) · 구궁도(九宮道) · 금단팔괘도(金丹八卦道) · 일관도(一貫道) 등이 있는데, 이들은 전적으로 현세이익적이다.

## 한국의 도교

### 삼국 시대
한반도로 도교가 전래된 첫 기록은 기원후 624년의 고구려(BC c.37-AD 668) 영류왕(재위 618-642) 7년 때이다. 《삼국사기》에 따르면 영류왕은 당나라에 사신을 보내어 도교가 들어올 수 있도록 도와 줄 것을 요청하였다. 그러자 당나라에서는 천존상(天尊像) · 도법(道法)과 함께 도사(道士)를 파견하였다. 파견된 도사는 노자(老子)의 도법을 강의하였는데 영류왕과 수천 명의 고구려인들이 강의를 들었다. 이듬해인 625년에는 고구려에서 학인들이 당나라로 파견되어 불교와 도교의 교법을 배워왔다.
고구려의 도교와 관련된 다른 기록으로는 643년과 650년의 기록이 있다. 643년의 고구려의 마지막 왕인 보장왕 2년에는 당시의 실권자인 연개소문(淵蓋蘇文)의 건의로 당나라에서 숙달(叔達)을 포함한 도사 8명과 함께 《노자도덕경(老子道德經)》을 보냈다. 고구려 조정에서는 한 사찰에 이들 파견된 도사들이 거처하게 하였는데, 이것은 불교 사원을 도교의 사원인 도관(道觀)으로 삼았다는 것을 의미한다. 650년의 고구려 보장왕 9년에는 수도인 평양에 있던 반룡사(盤龍寺)의 승려 보덕(普德)이 고구려에서 국가적으로 도교를 숭상하고 불교를 경시하여 불교가 쇠퇴하자 이러한 상황을 개탄하며 백제로 옮겨가 전주에 경복사(景福寺)를 세우고 열반종의 교의를 강론하였다. 이와 같이 고구려에서는 일시적으로 도교를 매우 숭상하였다. 고구려 말기에 융성했던 도교는 《삼국유사》보장봉로조(寶藏奉老條)의 고려본기에서 전하는 기록에 의하면 오두미도였는데, 장도릉이 창시한 최초의 오두미도가 아니라 상당히 수정되고 발전된 형태의 것이었다.
신라(BC 57-AD 935)는 당나라와의 문물 교류가 활발하였으므로 도교가 상당히 유행했을 것으로 여겨지지만 자세한 기록이 없다. 그러나 국모신(國母神)인 서술성모(西術聖母)를 일명 선도성모(仙桃聖母)라 하여 후세에 여선(女仙)으로 숭배한 일이 있으며, 국가의 제사에 오악신(五岳神)을 받들어 어느 정도 도교적 색채를 띠게 되었다는 기록은 있다. 신라 말기의 김가기(金可紀: ?~859) · 최치원(崔致遠: 857~?) 등은 도교 혹은 신선사상과 관련이 깊은 인물이었다.

### 고려
고려(918-1392)에 들어와서는 도교를 중시하는 송나라(960-1279)의 풍습이 조금씩 전래하다가 예종(재위 1105-1122) 때에 송나라 휘종(재위 1100-1125)이 도사 두 명을 보내어 도법을 전하였고, 이에 고려에서는 개성(開城)의 북쪽에 복원관(福源觀)이라는 도관(道觀)을 세워 삼청상(三淸像)을 모시고 도사(道士)를 두었다. 그러나 도교는 국가 중심의 도교 의식에 그치고 일반 민중의 종교적 발전에까지는 이르지 못하였고, 성신(星辰)에 대한 신앙, 부적(符籍)의 사용, 경신(庚申)을 지키는 것 등이 대중화되었다. 도교에서 행하는 제사 및 기도 의식을 재초(齋醮)라고 하는데, 고려에서는 정사색(淨事色)이란 마을이 있어서 여기에서 재초가 행해졌다.

### 조선
조선에서는 고려의 뒤를 이어 도교의 재초를 행였지만 복원관을 비롯한 여러 재초 거행 장소를 폐지하고 경복궁의 북쪽에 소격서(昭格署)를 한 군데만 두었다. 소격서에 태일전(太一殿) · 삼청전(三淸殿) 등을 세우고 천존(天尊) · 성군(星君) · 신장(神將) 등 수백위(數百位)를 모셔 놓고 때때로 재초를 거행하였다. 지금의 삼청동(三淸洞) · 성제정(星祭井) · 소격동(昭格洞) 등이 당시의 도교 유적이다. 조선에서 도교는 국가적으로는 그 규모가 축소되었으며 쇠퇴일로를 걷게 되었다. 그러나 민간에서는 단학(丹學)과 선풍(仙風) 및 도교에서 유래한 풍습이 전대(前代)에 비하여 많이 행해졌다. 임진왜란 이후에는 명나라의 군사들에게서 배운 관우(關羽) 숭배 등이 유행하였다.

## 같이 보기
- 종교
- 불교
- 도장
- 도안: 도장의 성립에 영향을 끼친 불교 승려
- 손자병법 - 도교철학에 기초한 병법서 VS 오자병법 - 유교철학에 기초한 병법서
- 삼성훈경

## 참고 문헌
- 이 문서에는 다음커뮤니케이션(현 카카오)에서 GFDL 또는 CC-SA 라이선스로 배포한 글로벌 세계대백과사전의 "종교·철학 > 한국의 종교 > 한국의 도교 > 한국도교의 역사 > 한국도교의 역사〔개설〕" 항목을 기초로 작성된 글이 포함되어 있습니다.